# Shangguan Yunzhu
Shangguan Yunzhu (Jiangyin, 2 de março de 1920 — Xangai, 23 de novembro de 1968) foi uma atriz chinesa ativa entre os anos 1940 e 1960. Ela foi considerada uma das atrizes mais talentosas e versáteis da China e foi eleita uma das 100 melhores atrizes dos 100 anos do cinema chinês em 2005.
Nascida Wei Junluo, ela fugiu para Xangai quando sua cidade natal, Jiangyin, foi atacada pelos japoneses durante a Segunda Guerra Sino-Japonesa. Em Xangai, ela se tornou atriz de drama e cinema, e sua carreira decolou após o fim da guerra. Ela estrelou vários filmes esquerdistas proeminentes, como Spring River Flows East, Crows and Sparrows e Women Side by Side. Após a vitória comunista na China continental em 1949, sua carreira sofreu um retrocesso quando seu marido se envolveu na campanha anticapitalista dos Cinco-Anti, mas mais tarde ela retratou uma grande variedade de personagens em muitos filmes.
Shangguan foi casada três vezes e teve três filhos, mas todos os seus casamentos terminaram em divórcio. Diz-se que ela teve um caso com Mao Tsé-Tung, pelo qual foi severamente perseguida pelos seguidores da esposa de Mao, Jiang Qing, durante a Revolução Cultural, levando ao seu suicídio em novembro de 1968.

## Início de vida
Wei Junluo (em chinês: 韋均犖) nasceu em 1920 na cidade de Changjing (长泾) em Jiangyin, Jiangsu, República da China. Ela também usou o nome Wei Yajun (韋亞君) Wei era a quinta e mais nova filha de seus pais. Em 1936 casou com Zhang Dayan (张大炎), um professor de arte e amigo de seu irmão, e logo deu à luz um filho chamado Zhang Qijian (张其坚) aos 17 anos de idade.
Após a eclosão da Segunda Guerra Sino-Japonesa, o exército invasor japonês atacou Jiangyin em novembro de 1937, matando uma das irmãs de Wei em um bombardeio. Ela fugiu para Xangai com sua família.

## Década de 1940

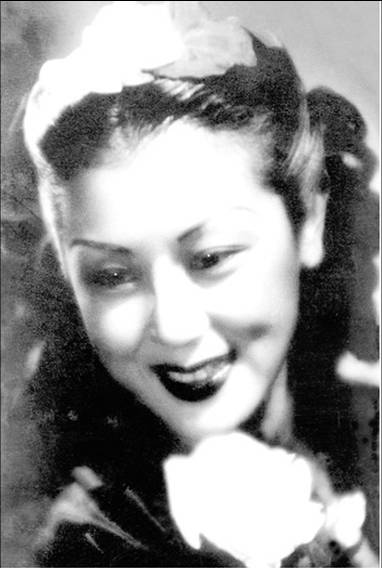
Shangguan na década de 1940

Em Xangai, Wei encontrou trabalho em um estúdio fotográfico de propriedade de He Zuomin, fotógrafo da Mingxing Film Company. Influenciada pelos muitos clientes do estúdio da indústria cinematográfica, ela ficou fascinada com a atuação. Em 1940, ela se matriculou em uma escola de teatro e foi contratada pela Xinhua Film Company após a formatura. Ela adotou o nome Shangguan Yunzhu sugerido pelo influente diretor Bu Wancang. Depois de interpretar com sucesso a protagonista feminina na peça de teatro Trovoada de Cao Yu, Shangguan juntou-se à Yihua Company e fez sua estreia no cinema em Fallen Rose em 1941.
Em 1942, Shangguan ingressou na Tianfeng Drama Society, onde conheceu o dramaturgo Yao Ke (姚克). No ano seguinte, Shangguan se divorciou de Zhang Dayan e se casou com Yao. Em agosto de 1944, ela deu à luz uma filha chamada Yao Yao (姚姚). No entanto, seu novo casamento durou pouco devido à infidelidade de Yao, e o casal se divorciou antes de sua filha completar dois anos. Shangguan posteriormente teve um breve relacionamento com o ator Ma Lan (蓝马).
No período pós-guerra, Shangguan Yunzhu desempenhou seus primeiros papéis principais em Dream in Paradise dirigido por Tang Xiaodan e Long Live the Missus! dirigido por Sang Hu. Ela então estrelou em vários filmes esquerdistas, incluindo Spring River Flows East (1947, diretores Cai Chusheng e Zheng Junli), Myriad of Lights (1948, diretor Shen Fu), Crows and Sparrows (1949, diretor Zheng Junli) e Women Side by Side (1949, diretor Chen Liting). Suas atuações magistrais nesses filmes populares lhe trouxeram grande fama e aclamação da crítica.

## Depois de 1949

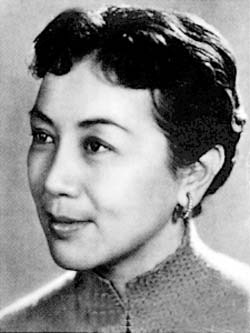
A nova imagem de Shangguan na era comunista

Depois que os comunistas de Mao Tsé-Tung venceram a Guerra Civil Chinesa e estabeleceram a República Popular da China em 1949, Shangguan Yunzhu continuou sua carreira de atriz sob o novo governo. Em 1951, ela se casou com seu terceiro marido, Cheng Shuyao (程述尧), gerente do Teatro Lyceum de Xangai. Ela deu à luz um filho chamado Wei Ran (韦然). No entanto, Cheng Shuyao logo se envolveu na Campanha Cinco-Anti, uma campanha política lançada por Mao contra a classe capitalista em 1952. Cheng Shuyao foi acusado de peculato e confessou as acusações sob pressão. Shangguan decidiu se divorciar de Cheng; seu casamento durou menos de dois anos. Mais tarde, ela teve outro relacionamento com o diretor He Lu (贺路).
Afetada por sua associação com Cheng Shuyao, Shangguan não desempenhou nenhum papel importante por vários anos. Isso mudou em 1955, quando ela estrelou o filme Storm on the Southern Island. O diretor Bai Chen (白沉) escolheu-a para desempenhar o papel principal como enfermeira heroica, longe de seus papéis tradicionais de socialites e esposas ricas. Ela se adaptou bem ao novo papel e retratou uma grande variedade de personagens em muitos filmes, incluindo It's My Day Off (1959), Spring Comes to the Withered Tree (1961, diretor Zheng Junli), Early Spring in February (1963, diretor Xie Tieli) e Two Stage Sisters (1965, diretor Xie Jin). Ela foi reconhecida como uma das atrizes mais talentosas e versáteis da China.

## Relacionamento com Mao
Diz-se que Shangguan teve um relacionamento íntimo com Mao Tsé-Tung. Em 10 de janeiro de 1956, Shangguan e Mao tiveram uma reunião privada organizada pelo prefeito de Xangai, Chen Yi, na qual Mao disse ser um fã dela. Dizem que Mao pediu para encontrá-la "em particular" muitas vezes.

## Morte
Em 1966, Shangguan foi diagnosticada com câncer de mama e fez uma cirurgia bem-sucedida. No entanto, apenas dois meses depois, descobriu-se que ela também tinha câncer no cérebro e teve que se submeter a outra grande operação.
Ao mesmo tempo, a Revolução Cultural estava em curso. Dois filmes em que Shangguan apareceu, Early Spring in February e Two Stage Sisters, foram denunciados como "enormes ervas daninhas venenosas". Ela também estava sob severa perseguição por seu suposto caso com Mao. Ela foi espancada por seguidores da esposa de Mao, Jiang Qing, que lhe deu um ultimato para confessar seu relacionamento com Mao. Às 3 da manhã do dia 23 de novembro de 1968, Shangguan Yunzhu suicidou-se saltando do seu apartamento na Mansão Wukang.

## Biografias e museu

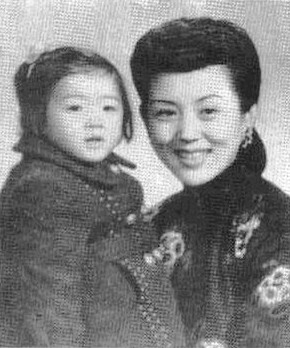
Shangguan com a filha Yao Yao no final dos anos 1940

Várias biografias foram publicadas em chinês sobre a vida de Shangguan Yunzhu:
- Chen Danyan, Shanghai Beauty (上海的红颜遗事) (2000) – Relato biográfico de Shangguan e sua filha Yao Yao, morta em um acidente de trânsito em 1975.[8]
- Wei Xiangtao, Grieving for a movie star: a biography of Shangguan Yunzhu (1986).[7]
- Chen Fuguan (陈复官), Shangguan Yunzhu.[10]

Em 2007, sua casa de infância em Changjing, Jiangyin, foi aberta ao público como "Museu Shangguan Yunzhu".

## Filmografia selecionada
- 1941 Fallen Rose (dirs. Wu Wenchao and Wen Yimin)
- 1947 Dream in Paradise (dir. Tang Xiaodan)
- 1947 Long Live the Missus! (dir. Sang Hu)
- 1947 Spring River Flows East (dirs. Cai Chusheng and Zheng Junli)
- 1948 Myriad of Lights (dir. Shen Fu)
- 1949 Hope in the World (dir. Shen Fu)
- 1949 Crows and Sparrows (dir. Zheng Junli)
- 1949 Women Side by Side (dir. Chen Liting)
- 1955 Storm on the Southern Island (dir. Bai Chen)
- 1959 It's My Day Off (dir. Lu Ren)
- 1961 Spring Comes to the Withered Tree (dir. Zheng Junli)
- 1963 Early Spring in February (dir. Xie Tieli)
- 1965 Stage Sisters (dir. Xie Jin)